# 小行星列表/303001-303100
| 名稱         | 臨時編號   | 發現日期       | 發現地點   | 發現者                         |
| ------------ | ---------- | -------------- | ---------- | ------------------------------ |
| 小行星303001 | 2003 WQ61  | 2003年11月19日 | 基特峰     | 太空监视                       |
| 小行星303002 | 2003 WE65  | 2003年11月19日 | 基特峰     | 太空监视                       |
| 小行星303003 | 2003 WQ70  | 2003年11月20日 | 索科罗     | 林肯近地小行星研究小组         |
| 小行星303004 | 2003 WG72  | 2003年11月20日 | 索科罗     | 林肯近地小行星研究小组         |
| 小行星303005 | 2003 WO81  | 2003年11月20日 | 索科罗     | 林肯近地小行星研究小组         |
| 小行星303006 | 2003 WZ88  | 2003年11月16日 | 卡特林那   | 卡特林那巡天系统               |
| 小行星303007 | 2003 WT91  | 2003年11月18日 | 帕洛马山   | 近地小行星追踪                 |
| 小行星303008 | 2003 WV102 | 2003年11月21日 | 索科罗     | 林肯近地小行星研究小组         |
| 小行星303009 | 2003 WF105 | 2003年11月21日 | 索科罗     | 林肯近地小行星研究小组         |
| 小行星303010 | 2003 WJ115 | 2003年11月20日 | 索科罗     | 林肯近地小行星研究小组         |
| 小行星303011 | 2003 WR119 | 2003年11月20日 | 索科罗     | 林肯近地小行星研究小组         |
| 小行星303012 | 2003 WZ121 | 2003年11月20日 | 索科罗     | 林肯近地小行星研究小组         |
| 小行星303013 | 2003 WC125 | 2003年11月20日 | 索科罗     | 林肯近地小行星研究小组         |
| 小行星303014 | 2003 WH126 | 2003年11月20日 | 索科罗     | 林肯近地小行星研究小组         |
| 小行星303015 | 2003 WC127 | 2003年11月20日 | 索科罗     | 林肯近地小行星研究小组         |
| 小行星303016 | 2003 WM132 | 2003年11月19日 | 基特峰     | 太空监视                       |
| 小行星303017 | 2003 WS147 | 2003年11月23日 | 基特峰     | 太空监视                       |
| 小行星303018 | 2003 WB151 | 2003年11月24日 | 安德森台地 | 洛厄尔天文台近地小行星搜寻计划 |
| 小行星303019 | 2003 WH156 | 2003年11月29日 | 索科罗     | 林肯近地小行星研究小组         |
| 小行星303020 | 2003 WH175 | 2003年11月19日 | 基特峰     | 太空监视                       |
| 小行星303021 | 2003 WK178 | 2003年11月20日 | 基特峰     | 马克·W·布伊                    |
| 小行星303022 | 2003 WD192 | 2003年11月19日 | 安德森台地 | 洛厄尔天文台近地小行星搜寻计划 |
| 小行星303023 | 2003 XC    | 2003年12月1日  | 諾加利斯   | Tenagra II                     |
| 小行星303024 | 2003 XV2   | 2003年12月1日  | 索科罗     | 林肯近地小行星研究小组         |
| 小行星303025 | 2003 XB3   | 2003年12月1日  | 索科罗     | 林肯近地小行星研究小组         |
| 小行星303026 | 2003 XO3   | 2003年12月1日  | 索科罗     | 林肯近地小行星研究小组         |
| 小行星303027 | 2003 XL19  | 2003年12月15日 | 索科罗     | 林肯近地小行星研究小组         |
| 小行星303028 | 2003 YR6   | 2003年12月17日 | 安德森台地 | 洛厄尔天文台近地小行星搜寻计划 |
| 小行星303029 | 2003 YV9   | 2003年12月17日 | 基特峰     | 太空监视                       |
| 小行星303030 | 2003 YV11  | 2003年12月17日 | 索科罗     | 林肯近地小行星研究小组         |
| 小行星303031 | 2003 YF13  | 2003年12月17日 | 安德森台地 | 洛厄尔天文台近地小行星搜寻计划 |
| 小行星303032 | 2003 YK19  | 2003年12月17日 | 基特峰     | 太空监视                       |
| 小行星303033 | 2003 YX20  | 2003年12月17日 | 基特峰     | 太空监视                       |
| 小行星303034 | 2003 YY22  | 2003年12月16日 | 卡特林那   | 卡特林那巡天系统               |
| 小行星303035 | 2003 YS30  | 2003年12月18日 | 索科罗     | 林肯近地小行星研究小组         |
| 小行星303036 | 2003 YR31  | 2003年12月18日 | 索科罗     | 林肯近地小行星研究小组         |
| 小行星303037 | 2003 YH35  | 2003年12月19日 | 基特峰     | 太空监视                       |
| 小行星303038 | 2003 YD36  | 2003年12月19日 | 茂宜岛     | 近地小行星追踪                 |
| 小行星303039 | 2003 YR38  | 2003年12月19日 | 基特峰     | 太空监视                       |
| 小行星303040 | 2003 YA46  | 2003年12月17日 | 索科罗     | 林肯近地小行星研究小组         |
| 小行星303041 | 2003 YU56  | 2003年12月19日 | 索科罗     | 林肯近地小行星研究小组         |
| 小行星303042 | 2003 YQ59  | 2003年12月19日 | 基特峰     | 太空监视                       |
| 小行星303043 | 2003 YG62  | 2003年12月19日 | 索科罗     | 林肯近地小行星研究小组         |
| 小行星303044 | 2003 YK62  | 2003年12月19日 | 索科罗     | 林肯近地小行星研究小组         |
| 小行星303045 | 2003 YL72  | 2003年12月18日 | 索科罗     | 林肯近地小行星研究小组         |
| 小行星303046 | 2003 YN77  | 2003年12月18日 | 索科罗     | 林肯近地小行星研究小组         |
| 小行星303047 | 2003 YV80  | 2003年12月18日 | 索科罗     | 林肯近地小行星研究小组         |
| 小行星303048 | 2003 YA90  | 2003年12月19日 | 基特峰     | 太空监视                       |
| 小行星303049 | 2003 YM93  | 2003年12月21日 | Needville  | Needville                      |
| 小行星303050 | 2003 YH102 | 2003年12月19日 | 索科罗     | 林肯近地小行星研究小组         |
| 小行星303051 | 2003 YF103 | 2003年12月19日 | 卡特林那   | 卡特林那巡天系统               |
| 小行星303052 | 2003 YC106 | 2003年12月22日 | 索科罗     | 林肯近地小行星研究小组         |
| 小行星303053 | 2003 YZ107 | 2003年12月25日 | 马特劳山   | K. Sárneczky                   |
| 小行星303054 | 2003 YM110 | 2003年12月23日 | 索科罗     | 林肯近地小行星研究小组         |
| 小行星303055 | 2003 YN111 | 2003年12月23日 | 索科罗     | 林肯近地小行星研究小组         |
| 小行星303056 | 2003 YB116 | 2003年12月27日 | 索科罗     | 林肯近地小行星研究小组         |
| 小行星303057 | 2003 YP116 | 2003年12月27日 | 索科罗     | 林肯近地小行星研究小组         |
| 小行星303058 | 2003 YF126 | 2003年12月27日 | 索科罗     | 林肯近地小行星研究小组         |
| 小行星303059 | 2003 YH130 | 2003年12月27日 | 索科罗     | 林肯近地小行星研究小组         |
| 小行星303060 | 2003 YK131 | 2003年12月28日 | 索科罗     | 林肯近地小行星研究小组         |
| 小行星303061 | 2003 YL134 | 2003年12月28日 | 索科罗     | 林肯近地小行星研究小组         |
| 小行星303062 | 2003 YE135 | 2003年12月28日 | 索科罗     | 林肯近地小行星研究小组         |
| 小行星303063 | 2003 YL141 | 2003年12月28日 | 索科罗     | 林肯近地小行星研究小组         |
| 小行星303064 | 2003 YW144 | 2003年12月28日 | 索科罗     | 林肯近地小行星研究小组         |
| 小行星303065 | 2003 YR145 | 2003年12月28日 | 索科罗     | 林肯近地小行星研究小组         |
| 小行星303066 | 2003 YB151 | 2003年12月29日 | 卡特林那   | 卡特林那巡天系统               |
| 小行星303067 | 2003 YD151 | 2003年12月29日 | 卡特林那   | 卡特林那巡天系统               |
| 小行星303068 | 2003 YM151 | 2003年12月29日 | 卡特林那   | 卡特林那巡天系统               |
| 小行星303069 | 2003 YU152 | 2003年12月29日 | 卡特林那   | 卡特林那巡天系统               |
| 小行星303070 | 2003 YE154 | 2003年12月29日 | 索科罗     | 林肯近地小行星研究小组         |
| 小行星303071 | 2003 YR154 | 2003年12月29日 | 索科罗     | 林肯近地小行星研究小组         |
| 小行星303072 | 2003 YZ154 | 2003年12月30日 | 索科罗     | 林肯近地小行星研究小组         |
| 小行星303073 | 2003 YB155 | 2003年12月30日 | 索科罗     | 林肯近地小行星研究小组         |
| 小行星303074 | 2003 YP158 | 2003年12月17日 | 索科罗     | 林肯近地小行星研究小组         |
| 小行星303075 | 2003 YY167 | 2003年12月18日 | 索科罗     | 林肯近地小行星研究小组         |
| 小行星303076 | 2003 YE175 | 2003年12月19日 | 基特峰     | 太空监视                       |
| 小行星303077 | 2003 YK175 | 2003年12月19日 | 基特峰     | 太空监视                       |
| 小行星303078 | 2003 YY175 | 2003年12月22日 | 帕洛马山   | 近地小行星追踪                 |
| 小行星303079 | 2004 AB    | 2004年1月3日   | 索科罗     | 林肯近地小行星研究小组         |
| 小行星303080 | 2004 AU1   | 2004年1月12日  | 帕洛马山   | 近地小行星追踪                 |
| 小行星303081 | 2004 AC3   | 2004年1月11日  | 帕洛马山   | 近地小行星追踪                 |
| 小行星303082 | 2004 AY7   | 2004年1月13日  | 安德森台地 | 洛厄尔天文台近地小行星搜寻计划 |
| 小行星303083 | 2004 AT16  | 2003年12月19日 | 基特峰     | 太空监视                       |
| 小行星303084 | 2004 AU21  | 2004年1月15日  | 基特峰     | 太空监视                       |
| 小行星303085 | 2004 BN1   | 2004年1月16日  | 基特峰     | 太空监视                       |
| 小行星303086 | 2004 BZ8   | 2004年1月17日  | 帕洛马山   | 近地小行星追踪                 |
| 小行星303087 | 2004 BG9   | 2004年1月17日  | 帕洛马山   | 近地小行星追踪                 |
| 小行星303088 | 2004 BH12  | 2004年1月16日  | 帕洛马山   | 近地小行星追踪                 |
| 小行星303089 | 2004 BL15  | 2004年1月16日  | 基特峰     | 太空监视                       |
| 小行星303090 | 2004 BE17  | 2004年1月17日  | 帕洛马山   | 近地小行星追踪                 |
| 小行星303091 | 2004 BQ23  | 2004年1月18日  | 基特峰     | 太空监视                       |
| 小行星303092 | 2004 BU23  | 2004年1月19日  | Sandlot    | Sandlot                        |
| 小行星303093 | 2004 BO32  | 2004年1月19日  | 基特峰     | 太空监视                       |
| 小行星303094 | 2004 BU34  | 2004年1月19日  | 基特峰     | 太空监视                       |
| 小行星303095 | 2004 BN43  | 2004年1月22日  | 索科罗     | 林肯近地小行星研究小组         |
| 小行星303096 | 2004 BB54  | 2004年1月22日  | 索科罗     | 林肯近地小行星研究小组         |
| 小行星303097 | 2004 BL58  | 2004年1月23日  | 索科罗     | 林肯近地小行星研究小组         |
| 小行星303098 | 2004 BJ60  | 2004年1月21日  | 索科罗     | 林肯近地小行星研究小组         |
| 小行星303099 | 2004 BV75  | 2004年1月23日  | 索科罗     | 林肯近地小行星研究小组         |
| 小行星303100 | 2004 BK84  | 2004年1月25日  | 茂宜岛     | 近地小行星追踪                 |